# Arnulfsplatz

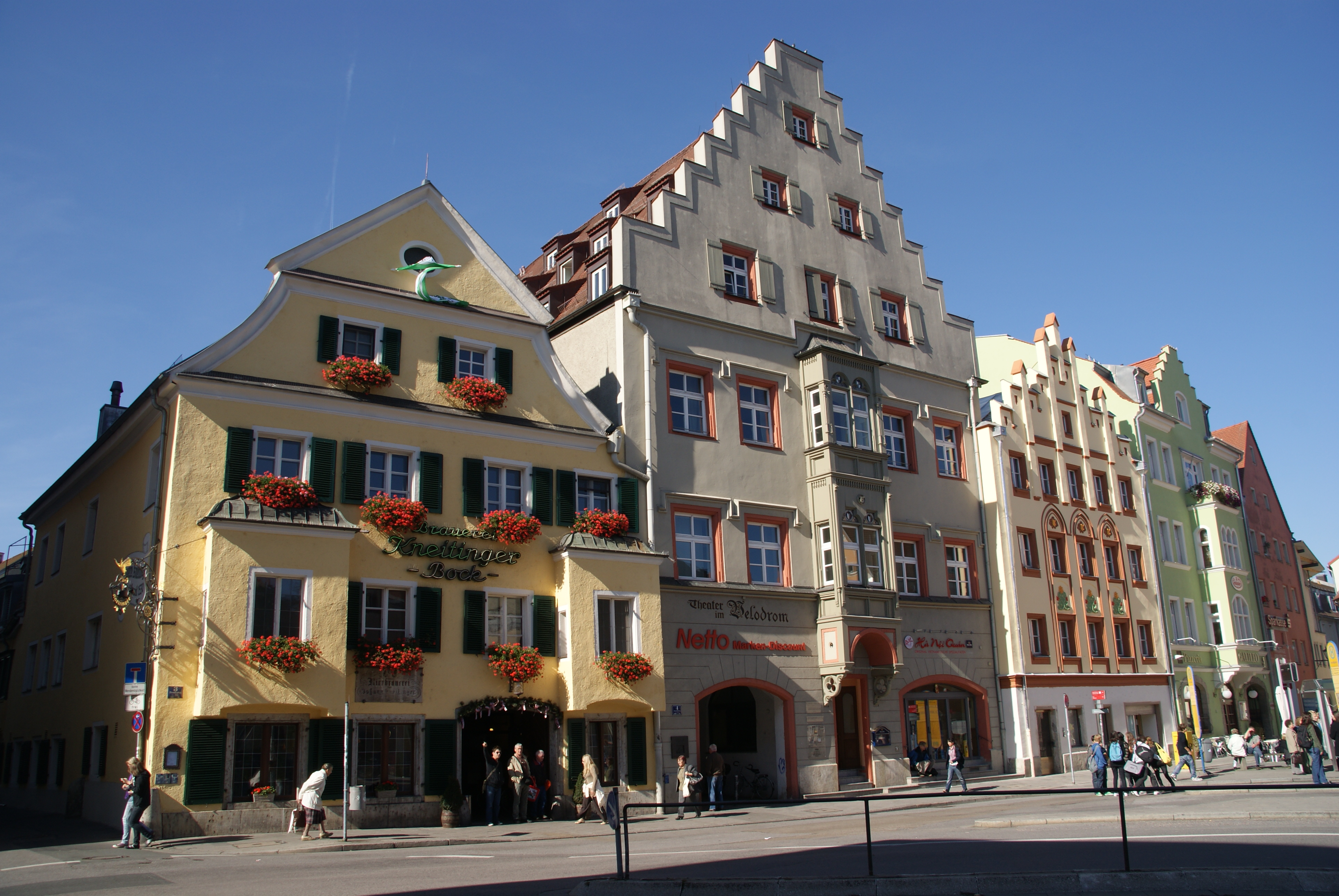
Vue de la place avec la brasserie Knettinger à gauche, puis le théâtre Velodrom.

La Arnulfsplatz (place Saint-Arnulphe) est une place du centre-ville de Ratisbonne en Bavière. La place se trouve à l'ouest de la vieille ville et au nord du théâtre. Elle n'a été ouverte qu'en 1803 à partir d'une grande place précédente, lorsque le prince-évêque Charles-Théodore de Dalberg a commandé à l'architecte Emanuel Herigoyen la construction d'un théâtre et d'une maison de commerce. Grâce à ce bâtiment de théâtre, appelé la « Nouvelle Maison » (Neue Haus), la grande place qui existait à cette époque, qui avait été formée avec la Bismarckplatz actuelle, a été divisée en deux places. On y trouve notamment la fameuse brasserie Kneitinger. Aujourd'hui, six voies mènent à l'Arnulfsplatz au nord du théâtre, un passage piétonnier supplémentaire au théâtre Velodrom et l'entrée d'un parking souterrain. 
Malgré l'étroitesse des rues, l'Arnulfsplatz est devenue la jonction de plusieurs lignes d'autobus de la ville. De plus, la place se caractérise par une circulation dense et n'a donc qu'une qualité de séjour médiocre, malgré ses impressionnantes maisons de ville du XVIIe au XIXe siècle.